# Elmo au pays des grincheux
Pour plus de détails, voir Fiche technique et Distribution.
Elmo au pays des grincheux (The Adventures of Elmo in Grouchland) est un film américain réalisé par Gary Halvorson en 1999. Il est basé sur la série Sesame Street.

## Synopsis
Elmo tient a son doudou plus que tout et ne veut même pas le prêter a son amie Zoe. Ainsi, lorsque le dit-doudou s'envole et atterrit dans la poubelle d'Oscar, c'est le drame. Cette poubelle est en fait un passage vers le monde des Grincheux, un univers sale et triste dans lequel l'ignoble Huxley s'approprie tout.

## Fiche technique
- Titre original : The Adventures of Elmo in Grouchland
- Titre français : Elmo au pays des grincheux
- Réalisation : Gary Halvorson
- Scénario : Mitchell Kriegman et Joey Mazzarino, d'après une histoire de Mitchell Kriegman
- Production : Alex Rockell et Marjorie Kalins
- Musique : John Debney
- Photographie : Alan Caso
- Montage : Alan Baumgarten (en)
- Société de production : Jim Henson Pictures, Children's Television Workshop et Global Entertainment Productions GmbH & Co. Medien KG
- Société de distribution : Columbia Pictures
- Pays d'origine :  États-Unis,  Allemagne
- Langue originale : anglais
- Format : couleur - 35mm
- Genre : Film pour enfants
- Durée : 77 minutes
- Date de sortie :
  - États-Unis : 1er octobre 1999
  - France : 15 mars 2000

## Distribution

### Acteurs
- Mandy Patinkin (VF : Pierre-François Pistorio) : Huxley
- Vanessa L. Williams (VF : Annie Milon (dialogues) et Mimi Félixine (chants)) : La reine des déchets
- Sonia Manzano (VF : Danièle Hazan) : Maria
- Roscoe Orman (VF : Jean-Louis Faure VQ : Tristan Harvey) : Gordon
- Ruth Buzzi (VF : Marie Vincent) : Ruthie

### Voix originales
- Kevin Clash : Elmo
- Caroll Spinney : Big Bird / Oscar
- Frank Oz : Cookie Monster / Bert / Grover
- Steve Whitmire : Ernie / la mauvaise herbe / Sharon Groan
- Martin P. Robinson : Telly Monster
- Fran Brill : Zoe
- David Rudman : Bébé Ours / la chenille / plusieurs grincheux
- Joey Mazzarino : Bug
- Stephanie D'Abruzzo : Grizzy
- Dave Goelz : l'énorme Poulet
- Jerry Nelson : le maire de Grinchville

### Voix françaises
- Emmanuel Curtil : Elmo / l'énorme Poulet
- Jean-Claude Donda : Toccata (Big Bird en VO) / Bébé Ours / quelques grincheux / quelques Pestouilles
- Patrick Guillemin : Oscar le grincheux / le maire de Grinchville (voix parlée) / quelques grincheux
- Pierre-François Pistorio : le maire de Grinchville (voix chantée)
- Pascal Renwick : Macaron (Cookie Monster en VO)
- Michel Mella : Grover
- Patrick Préjean : Ernie / la chenille / un grincheux vert
- Daniel Beretta : Bart (Bert en VO)
- Éric Métayer : La mauvaise herbe / Shoran Groan / la pendule à coucou / quelques grincheux
- Edgar Givry : Telly Monster / une Pestouille
- Marie-Charlotte Leclaire : Zoe
- Ludivine Sagnier : une grincheuse
- Denis Boileau : quelques grincheux
- Kelly Marot, Sophie Riffont, Emmanuel Garijo, Pascale Vital, Manon Azem, Jules Azem, Luq Hamet, Richard Lerousseau, Barbara Tissier, Emmanuel Fouquet, Gérard Rinaldi, Bernard Demory, Arthur Redler, Kim Redler : voix additionnelles
- Daniel Beretta, Claude Lombard, Patrice Schreider, Naïke Fauveau, Anne Papiri : les chœurs

version française réalisée par Dubbing Brothers, sous la direction artistique de Nathalie Raimbault, avec une adaptation des dialogues d'Olivia Cherqui et une direction, adaptation musicale des chansons par Claude Lombard.
Source et légende : version française (VF) sur Forum Doublage Francophone.